# Alba királyainak krónikája
Az Alba királyainak krónikája, vagy Skót Krónika rövid krónika Alba skót királyairól az Cináed I mac Ailpíntól (meghalt 858-ban) II. Kennethig (uralkodott 971–995) terjedő másfél évszázadban. W.F. Skene a Skót királyok krónikája (Chronicle of the Kings of Scots) nevet használta rá, mások Óskót krónika (Older Scottish Chronicle) néven is emlegették, de a tudományban általánosan elfogadott címe Alba királyainak krónikája (Chronicle of the Kings of Alba).
A szöveg egyetlen fennmaradt példánya a Poppleton kéziratban van, amelyet Párizsban a Francia Nemzeti Könyvtár őriz. Sorrendben ez a negyedik a kéziratban egymás után található hét skót dokumentum közt, amelyek közül az első hatot – amelyet valószínűleg a korai 13. században írtak le – kezdősoráról de Situ Albanie néven ismernek.
A krónika a legfontosabb fennmaradt forrás a korszakról. Jó része hiberno-latin nyelven íródott, bár a szöveg mutat némi franciásodást, és írója ismerte a korabeli középír ortográfiát (íráskészletet) is. Az eredeti szöveget kétségkívül Skóciában írták, valószínűleg a 11. század eleje felé, röviddel II. Kenneth uralkodása után.